# 汝城县人民政府
25°32′19″N 113°41′29″E / 25.538556°N 113.691526°E
汝城县人民政府（简称汝城县政府）是中华人民共和国湖南省郴州市汝城县的行政管理机关。现任县长是文建军，2023年12月上任。

## 沿革
2016年8月24日，郴州市纪委第四纪检监察室副主任刘石军和几名纪委工作人员将34岁就当上了县委常委、常务副县长陈向华带走调查，陈向华涉嫌“严重违纪违法”问题涉案金额达2000余万元。
2023年11月7日，县长周小阳涉嫌严重违纪违法接受郴州市纪委监委纪律审查和监察调查。

## 历任领导
| 姓名   | 就任日期   | 卸任日期   | 备注  |
| ------ | ---------- | ---------- | ----- |
| 廖桂生 | 2006年5月  | 2012年2月  |       |
| 黄志文 | 2012年4月  | 2021年7月  | [ 3 ] |
| 周小阳 | 2021年7月  | 2023年11月 | [ 4 ] |
| 文建军 | 2023年12月 |            | [ 5 ] |